# Рим, Вольфганг
Вольфганг Рим (нем. Wolfgang Rihm; 13 марта 1952, Карлсруэ — 27 июля 2024, Этлинген) — немецкий композитор и педагог.

## Биография
Учился в гимназии Бисмарка в Карлсруэ, Дармштадте, затем у К. Штокхаузена в Кёльне (1972—1973), у Клауса Хубера (композиция) и Г. Г. Эггебрехта (теория музыки) во Фрайбурге (1973—1976). Возглавлял Институт современной музыки в высшей школе музыки Карлсруэ.
Умер в ночь на 27 июля 2024 года в Этлингене в возрасте 72 лет.

## Творчество
В музыке идёт от раннего экспрессионизма (Малер, Шёнберг), противостоит авангардизму Булеза и Штокхаузена. В 1970-х — начале 1980-х — один из представителей «новой простоты». Испытал в этот период влияние Луиджи Ноно, Мортона Фельдмана, Хельмута Лахенмана.
Ему принадлежат 13 струнных квартетов, оперы «Фауст и Йорик» (1976, по драме Жана Тардьё), «Якоб Ленц» (по Г. Бюхнеру, 1978), «Эдип» (1987, либретто композитора по текстам Софокла, Гёльдерлина, Ницше, Хайнера Мюллера), «Завоевание Мексики» (по Арто, 1992), «Гамлет-машина» (по Хайнеру Мюллеру, 1983—1986), «Пентесилея» (по Клейсту, 2005), «Дионис» (2010), около двадцати вокальных циклов, оратория «Deus Passus» (1996) и много других сочинений.

## Педагогическая деятельность
Среди многочисленных учеников Рима — Ребекка Саундерс, Йорг Видман, Мартон Иллеш, Викинтас Балтакас, Борис Иоффе, Антон Сафронов, Зейнеп Гедизлиоглу и другие.

## Признание
Премия Штутгарта (1974), Маннгейма (1975), Берлина (1978), Бонна, Мюнхена (1981). Кранихштайнская музыкальная премия (1978). Почётный доктор Свободного университета в Берлине (1998). Премия Баха (Гамбург, 2000). Офицер Ордена искусств и литературы (2001). Премия Эрнста Сименса (2003), внесён в Золотую книгу города Карлсруэ (2003). Орден «За заслуги перед Федеративной Республикой Германия» (2011).